# Bitoraj
Bitoraj – góra w Chorwacji, część masywu Wielkiej Kapeli w Gorskim kotarze.
Jej najwyższym szczytem jest Burni Bitoraj (1386 m n.p.m.). Jest położona na wschód od wsi Fužine i na północny wschód od Ličko polje. Rozciąga się na długości ok. 8 km. Jest to góra zalesiona. Funkcjonuje na niej schronisko turystyczne „Bitorajka”. W Bitoraju położona jest jaskinia Stupina jama.